# Valkalamp, Gästrikland
Valkalamp är en sjö i Ockelbo kommun i Gästrikland och ingår i Gavleåns huvudavrinningsområde. Sjön är 5,7 meter djup, har en yta på 0,0422 kvadratkilometer och befinner sig 199,3 meter över havet.

## Delavrinningsområde
Valkalamp ingår i det delavrinningsområde (674920-153384) som SMHI kallar för Ovan VDRID = 673008-157516 i Gavleåns vattendrags*. Medelhöjden är 204 meter över havet och ytan är 0,71 kvadratkilometer. Räknas de 78 avrinningsområdena uppströms in blir den ackumulerade arean 376,64 kvadratkilometer. Avrinningsområdets utflöde Gavleån mynnar i havet. Avrinningsområdet består mestadels av skog (74 procent). Avrinningsområdet har 0,11 kvadratkilometer vattenytor vilket ger det en sjöprocent på 16,1 procent.